# Walter Bush
Walter Lewis Bush, Jr. (* 25. September 1929 in Minneapolis, Minnesota; † 22. September 2016) war ein US-amerikanischer Eishockeyfunktionär. Bis ins Erwachsenenalter war er selbst Spieler, bevor er in seinem Heimat-Bundesstaat Minnesota, auf nationaler Ebene bei USA Hockey und im Olympischen Komitee sowie beim internationalen Eishockeyverband sich als Funktionär um den Eishockeysport verdient machte.

## Leben

### Frühe Jahre
Bush wuchs in Hopkins bei Minneapolis auf und war schon in seiner Jugendzeit begeisterter Eishockeyspieler. Nach seinem Schulabschluss 1947 an der Breck School studierte er in Hanover, New Hampshire am Dartmouth College, wo er in der Football- und Eishockeymannschaft spielte. Verletzungen warfen ihn jedoch immer wieder zurück. 1951 erreichte er seinen Abschluss und kehrte nach Minnesota zurück, um ein Studium der Rechtswissenschaft an der University of Minnesota zu beginnen. Er galt als talentierter Eishockeyspieler, der jedoch in seinen Fähigkeiten begrenzt war. Zeitweise spielte er noch Eishockey auf semi-professionellem Niveau.
1959 wurde er im Alter von 29 Jahren Manager der US-Nationalmannschaft bei der Weltmeisterschaft, die von den Vereinigten Staaten auf dem vierten Platz beendet wurde. Im gleichen Jahr wurde er in das Board of Directors der Amateur Hockey Association of the United States (heute USA Hockey) gewählt, dem er seitdem angehörte. Er war ein Direktor des U.S. Olympic Hockey Committee und gehörte zum US-Team bei dem Gewinn der Goldmedaille bei den Olympischen Spielen 1960 Squaw Valley. In der Saison 1961/62 trainierte Bush die Minneapolis Rebels in der neugegründeten semi-professionellen United States Hockey League. Mit vier Siegen bei 17 Niederlagen hatten diese allerdings nur wenig Erfolg und wurden nach Saisonende aufgelöst. Von 1961 bis 1963 war Bush Präsident der Minnesota Amateur Hockey Association.

### Gründung der Bruins und North Stars
1963 gründete Bush auf Initiative von Walter A. Brown, dem Eigentümer der Boston Bruins, gemeinsam mit zwei lokalen Partnern in Minneapolis die Bruins, die fortan in der Central Hockey League als Farmteam für Boston dienen sollten. Er war Präsident des Teams, das allerdings bereits 1965 nach Oklahoma City umzog. Bei den Olympischen Spielen 1964 betreute er die US-Mannschaft als Manager. Sie belegte den fünften Platz. Als bekannt wurde, dass die National Hockey League erweitert werden soll, bemühte sich Bush um ein Team in seinem Heimatstaat Minnesota. Unter seiner Führung bewarb sich eine Gruppe von neun Leuten aus Minneapolis und St. Paul erfolgreich um einen der sechs freien Plätze, sodass zur Saison 1967/68 die Minnesota North Stars den Spielbetrieb aufnehmen konnten. Bush war von 1966 bis 1976 Präsident der Franchise und anschließend bis 1978 Vorsitzender des Aufsichtsrats.
In den 1970er Jahren gerieten die Minnesota North Stars in finanzielle Schwierigkeiten und wurden zur Saison 1978/79 von George und Gordon Gund, zwei Geschäftsleuten und Besitzern der Cleveland Barons übernommen. Beide Teams schlossen sich zusammen und bestanden als Minnesota North Stars fort. Bush blieb den North Stars unter den neuen Eigentümern bis 1983 als Vizepräsident erhalten.

### Tätigkeit bei USA Hockey und der IIHF
Bush nahm zu dieser Zeit Positionen in verschiedenen Gremien ein. Er war im U.S. Olympic Hockey Committee, in Ausschüssen der NHL sowie im Hall of Fame’s Selection Committee tätig. 1986 wurde er Präsident von USA Hockey. Im gleichen Jahr wurde er in den Council der internationalen Eishockey-Föderation (IIHF) gewählt. Von 1989 bis 1993 und erneut von 1996 bis 2003 war Bush im Board of Directors des United States Olympic Committee. Bush ist ein Förderer des Fraueneishockeys. Er war maßgeblich an der Organisation der ersten IIHF-Weltmeisterschaft 1990 beteiligt und setzte sich erfolgreich für die Aufnahme des Fraueneishockeys bei den Olympischen Spielen ein. 1998 fand erstmals ein olympisches Eishockeyturnier der Frauen statt, bei dem die Vereinigten Staaten die Goldmedaille gewannen.
1996 gründete Bush mit Hilfe von Ron DeGregorio und weiteren Investoren die Kentucky Thoroughblades, ein Farmteam der San Jose Sharks in der American Hockey League aus Lexington, Kentucky. Dort war er auch als Vorsitzender des Aufsichtsrats tätig. 2001 verkauften die Eigentümer die Thoroughblades an die San Jose Sharks, die das Team unmittelbar nach Cleveland umsiedelten.
Von 1994 bis 2008 war Bush zusätzlich Vizepräsident der IIHF. Auf nationaler Ebene blieb er bis 2003 Präsident von USA Hockey und war Vorsitzender des Aufsichtsrats.

## Auszeichnungen
Bush wurde für seine Verdienste vielfach ausgezeichnet. So erhielt er 1973 die Lester Patrick Trophy für besondere Verdienste um den Eishockeysport in den Vereinigten Staaten. 1980 wurde er in die U.S. Hockey Hall of Fame aufgenommen sowie neun Jahre später in die Minnesota Sports Hall of Fame. Seit dem Jahr 2000 ist er Mitglied der Hockey Hall of Fame in Toronto. Während der Olympischen Spiele 2002 erhielt er den Olympischen Orden, die höchste Auszeichnung des Internationalen Olympischen Komitees (IOC). Seit 2009 gehört er der IIHF Hall of Fame an.